# Pterotaea lira
Pterotaea lira là một loài bướm đêm trong họ Geometridae.